# Тюменський
Тюменський — селище в Туапсинському районі Краснодарського краю. Входить в Небузький сільський округ.
Населення — 2 500 осіб (1999).
Селище розташоване на узбережжі Чорного моря в ущелині Козача Щель, автотраса Туапсе (21 км) — Новоросійськ. Є санаторії, пансіонати, будинки відпочинку.

## Історія
- Хутір Козача Щель, що знаходився на місці селища в 1972 році, мав 17 дворів
- Селище «Тюменський» створений оздоровчим трестом «Сургут»